# منزل حسن عطايي
منزل حسن عطايي (بالفارسية: خانه حسن عطایی) هو منزل تاريخي يعود إلى عصر القاجاريون، ويقع في بيدسغان.